# Close To You (岡本真夜のアルバム)
『Close To You』（クロース・トゥ・ユー）は岡本真夜の10枚目のオリジナル・アルバム。

## 解説
前作『My favorites』から6か月、オリジナル・アルバムは『seasons』から2年ぶりとなる。
「Close To You 〜Prelude〜」は30秒ほどのインスト曲、「Close To You 〜Reprise〜」は1分ほどのトラックで、「Close To You 〜ひとりじゃないよ〜」のサビが繰り返されてフェイドアウトしていく。

## 収録曲
全曲作詞・作曲：岡本真夜
1. Close To You 〜Prelude〜
2. Close To You 〜ひとりじゃないよ〜
3. My best friend
  - Tiaraへの提供曲のセルフカバー
4. 星の夜も 雨の朝も
5. カサブタ
6. あなたがくれた言葉
7. 横顔
8. 生まれ変わるように
9. Rain
  - 中森明菜への提供曲のセルフカバー
10. 逢いたいよdarling
11. 早花咲月（さはなさづき）
  - 宮地真緒への提供曲のセルフカバー
12. Close To You 〜Reprise〜
13. Beautiful Days （Encore Track）
  - 東海テレビ・フジテレビ系全国ネット連続ドラマ『花嫁のれん』主題歌